# Rosa Motaová
Rosa Maria Correia dos Santos Mota (* 29. června 1958, Porto) je bývalá portugalská atletka, která se věnovala maratonskému běhu.
Na letních olympijských hrách v Los Angeles 1984 vybojovala bronzovou medaili. Její čas v cíli měl hodnotu 2:26:57. Olympijské zlato získala o čtyři roky později na letních hrách v jihokorejském Soulu, kde cílem proběhla v čase 2:25:40. Na prvním mistrovství světa v atletice v Helsinkách 1983 skončila na čtvrtém místě. Na následujícím šampionátu v Římě 1987 se stala mistryní světa.
Třikrát v řadě se stala mistryní Evropy. První titul získala na mistrovství Evropy 1982 v Athénách, kde se běžel maraton žen vůbec poprvé. Přemožitelku nenašla i na evropském šampionátu ve Stuttgartu 1986 a také ve Splitu v roce 1990.
Její osobní rekord z roku 1985 má hodnotu 2:23:29. Tento čas je stále portugalským národním rekordem. Je dvojnásobnou stříbrnou medailistkou z mistrovství světa v silničních běhu (Madrid 1984 a Lisabon 1986).

## Vyznamenání
- dáma Řádu prince Jindřicha – Portugalsko, 3. srpna 1983[1]
- důstojník Řádu prince Jindřicha – Portugalsko, 7. února 1985[1]
- velkokříž Řádu prince Jindřicha – Portugalsko, 16. října 1987[1]
- velkokříž Řádu za zásluhy – Portugalsko, 6. prosince 1988[1]

## Osobní rekordy
- Běh na 20 000 metrů - (1:06:55,5 hod. - 14. 5. 1983, Lisabon) - Současný evropský rekord